# Karel Emanuel van Hessen-Rotenburg
Karel Emanuel van Hessen-Rotenburg (Langenschwalbach, 5 juni 1746 - Frankfurt am Main, 23 maart 1812) was van 1778 tot aan zijn dood landgraaf van Hessen-Rotenburg. Hij behoorde tot het huis Hessen-Kassel.

## Levensloop
Karel Emanuel was de oudste zoon van landgraaf Constantijn van Hessen-Rotenburg uit diens eerste huwelijk met Maria Eva Sophia, dochter van graaf Koenraad Sigismund van Starhemberg.
Hij diende van 1757 tot 1758 als officier in een keizerlijk kurassiersregiment in Oostenrijk en werd na zijn afscheid tot generaal benoemd.
In 1778 volgde hij zijn vader op als landgraaf van Hessen-Rotenburg. Tijdens zijn bewind werd het keurvorstendom Hessen, het vroegere landgraafschap Hessen-Kassel, in 1806 bezet door de troepen van Napoleon en opgenomen in het Koninkrijk Westfalen. De rechten van Hessen-Rotenburg bleven onder dit nieuwe koninkrijk onaangeroerd.
In maart 1812 overleed Karel Emanuel op 65-jarige leeftijd in Frankfurt am Main.

## Huwelijk en nakomelingen
Op 1 september 1771 huwde hij met Leopoldina (1754-1823), dochter van vorst Frans Jozef I van Liechtenstein. Ze kregen twee kinderen:
- Victor Amadeus (1779-1834), landgraaf van Hessen-Rotenburg
- Clothilde (1787-1869), huwde in 1811 met vorst Karel August van Hohenlohe-Bartenstein

Ook had hij een buitenechtelijke zoon uit zijn relatie met Lucie Juliane Struve (1769-?):
- Ernst von Blumenstein (1796-1875), heer van Falkenberg